# Schneepfannkuchen
Als Schneepfannkuchen (engl. Snow Pancake) auch Schnee-Pfannkuchen oder Eis-Omeletts wird eine punktuelle Akkumulation von Schnee auf einem gefrorenen See bezeichnet.
Bei Lufttemperaturen unter 0 °C kann leichter Wind auf der Eisdecke eines zugefrorenen Sees zu punktuellen Akkumulationen frischen oder vom Ufer angewehten feinen Schnees führen. Keime dieser Akkumulationen sind kleine Hindernisse auf der Eisfläche. Dies können Zweige, Eisblöcke oder Unebenheiten in der Eisdecke sein. Meist verfestigt späterer Frost die leichte Schneedecke.
Von Schneepfannkuchen zu unterscheiden ist Pfannkucheneis. Dessen Körper bilden sich aus Eisschlamm einer durchgängig bewegten Wasseroberfläche wie dem Meer bei mäßigem Seegang.